# Gluey Porch Treatments
Albums de Melvins
Six Songs
(1986) Ozma
(1989)
Gluey Porch Treatments est le premier album des Melvins, sorti en 1987 chez Alchemy Records et réédité en 2000 chez Ipecac Recordings.
Il est un album important dans la fondation des genres sludge metal et grunge.

## Pistes
Sauf mention contraire, toutes les chansons sont de Buzz Osborne.
1. Eye Flys – 6:16
2. Echo/Don't Piece Me – 2:51
3. Heater Moves And Eyes – 3:52
4. Steve Instant Neuman – 1:31
5. Influence of Atmosphere – 1:51
6. Exact Paperbacks – 0:43
7. Happy Grey or Black – 2:01
8. Leeech (Mark Arm/Steve Turner) – 2:32
9. Glow God – 0:51
10. Big as a Mountain – 0:57
11. Heaviness of the Load – 3:06
12. Flex With You – 0:54
13. Bitten Into Sympathy – 1:45
14. Gluey Porch Treatments – 0:48
15. Clipping Roses – 0:49
16. As It Was – 2:51
17. Over From Under the Excrement – 4:39

### Réédition de 1999
1. Echohead (Demo) – 0:32
2. Flex With You (Demo) – 0:58
3. Don't Piece Me (Demo) – 2:20
4. Bitten Into Sympathy (Demo) – 1:30
5. Exact Paperbacks (Demo) – 0:46
6. Glow God/Big As A Mountain (Demo) – 1:55
7. Heaviness Of The Load (Demo) – 3:04
8. Happy Gray Or Black (Demo) – 1:59
9. Heater Moves And Eyes (Demo) – 4:29
10. Gluey Porch Treatments (Demo) – 0:52
11. Eye Flys (Demo) – 3:11
12. Clipping Roses (Demo) – 0:55

## Personnel
- The Melvins:
  - Dale Crover - batterie
  - Matt Lukin - guitare basse, chant
  - Buzz Osborne - chant, guitare, notes d'accompagnement sur la réédition de 1999 par Ipecac
- Carl Herlofsson - producteur, mixage
- Mark Deutrom - producteur
- David Musgrove - Ingénieur du son
- Mackie Osborne - nouvel artwork sur la réédition de 1999 par Ipecac

## Sources
- (en) Cet article est partiellement ou en totalité issu de l’article de Wikipédia en anglais intitulé « Gluey Porch Treatments » (voir la liste des auteurs).